# Mauro Ordiales
Mauro Ordiales (Bahía Blanca, Buenos Aires, 17 de enero de 1975) es un exatleta y exboxeador argentino. 

## Trayectoria

### Atletismo
En su juventud, Ordiales se dedicó al atletismo, destacándose en lanzamiento de bala, disco y martillo.
Participó del Campeonato Sudamericano de Atletismo Sub-20 de 1993, donde obtuvo la medalla de oro en lanzamiento de bala y la medalla de plata en lanzamiento de disco, logro que repetiría al año siguiente, consiguiendo también una medalla de bronce en lanzamiento de martillo.

### Boxeo
Pese a su éxito como atleta, en 1994 decidió cambiar de deporte y comenzó a practicar boxeo. Compitió durante varios años en el circuito amateur, llegándose a consagrar como campeón argentino de la categoría peso pesado al vencer a Julio Arévalo en diciembre de 2001.
En 2002 obtuvo su licencia para pelear como profesional, haciendo su debut ante su compatriota Leonardo Ibalo en un combate en la ciudad de Mar del Plata. 
En junio de 2004 obtuvo el título de Campeón Latino Alternativo de la Organización Mundial de Boxeo en la categoría peso crucero al vencer a Carlos Ojeda, el cual confirmó como oficial al derrotar a Miguel Aguirre en octubre de ese año.
En mayo de 2005 sufrió su primera derrota al ser noqueado por el panameño Luis Andrés Pineda en un combate en el Estadio Luna Park de Buenos Aires.
Ordiales desafió al ruso Grigory Drozd en 2006 y al checo Rudolf Kraj en 2007 por el título de Campeón Crucero Internacional del Consejo Mundial de Boxeo, pero en ambas ocasiones resultó derrotado. También protagonizó dos peleas contra Víctor Emilio Ramírez por el título de Campeón Crucero Sudamericano en 2008, sin poder imponerse en ninguna.
En febrero de 2010 cayó ante el ruso Alexander Kotlobay en San Petersburgo, en un combate por el título de Campeón Internacional de peso crucero de la Federación Internacional de Boxeo, el cual se encontraba vacante en ese momento.

## Récord profesional
| No. | Resultado | Récord | Oponente                     | Tipo | Ronda, tiempo | Fecha      | Ubicación                                                             | Notas                                                 |
| --- | --------- | ------ | ---------------------------- | ---- | ------------- | ---------- | --------------------------------------------------------------------- | ----------------------------------------------------- |
| 39  | Derrota   | 28-11  | Denton Daley                 | TKO  | 2 (8)         | 01-12-2012 | Hershey Centre, Mississauga                                           |                                                       |
| 38  | Derrota   | 28-10  | Issa Akberbayev              | RTD  | 3 (12), 3:00  | 12-05-2012 | Ice Palace Terminal, Brovarí                                          |                                                       |
| 37  | Victoria  | 28-9   | Eduardo Jesús Oscar Rojas    | TKO  | 4 (6)         | 17-02-2012 | Sociedad de Fomento Cultural y Deportivo El Jagüel, El Jagüel         |                                                       |
| 36  | Victoria  | 27-9   | Aníbal Silvestre             | KO   | 1 (6)         | 20-01-2012 | Sociedad de Fomento Barrio Parque Sarmiento, San Miguel               |                                                       |
| 35  | Derrota   | 26-9   | Pawel Kolodziej              | TKO  | 2 (10), 2:27  | 12-11-2011 | Hala Sportowa, Gdynia                                                 |                                                       |
| 34  | Victoria  | 26-8   | Ariel Machado                | KO   | 1 (8)         | 30-04-2011 | Seccional Colorada Nº 7 General Bernardino Caballero, Ciudad del Este |                                                       |
| 33  | Victoria  | 25-8   | Juan Fernández               | TKO  | 1 (6)         | 19-02-2011 | Sapito Rojas Boxing Club, Monte Grande                                |                                                       |
| 32  | Victoria  | 24-8   | Hugo Sclarandi               | UD   | 6 (6)         | 18-12-2010 | Gimnasio Just Champions, Longchamps                                   |                                                       |
| 31  | Derrota   | 23-8   | Flo Simba                    | TKO  | 5 (6)         | 06-11-2010 | Emperors Palace, Kempton Park                                         |                                                       |
| 30  | Derrota   | 23-7   | Alexander Kotlobay           | TKO  | 2 (12), 2:12  | 27-02-2010 | Atmosphere Night Club, San Petersburgo                                | Por el título vacante Crucero Internacional de la FIB |
| 29  | Victoria  | 23-6   | Adolfo Salazar               | KO   | 1 (12), 2:28  | 20-11-2009 | Gimnasio Jaime Rodríguez Boxing, Longchamps                           | Campeón Latino Crucero del CMB                        |
| 28  | Victoria  | 22-6   | Fabio Romero                 | KO   | 1 (10)        | 10-10-2009 | Club Marcia Vargas, Carazinho                                         |                                                       |
| 27  | Victoria  | 21-6   | Luis Romero                  | KO   | 1 (8)         | 05-06-2009 | Club Atlético San Martín, Burzaco                                     |                                                       |
| 26  | Derrota   | 20-6   | Fabio Moli                   | RTD  | 4 (10), 1:15  | 13-12-2008 | Polideportivo Vicente Polimeni, Las Heras                             |                                                       |
| 25  | Derrota   | 20-5   | Víctor Emilio Ramírez        | RTD  | 11 (12), 2:58 | 30-08-2008 | Ce.De.M. N° 2, Caseros                                                |                                                       |
| 24  | Derrota   | 20-4   | Víctor Emilio Ramírez        | MD   | 6 (6)         | 10-05-2008 | Club Huracán, Tres Arroyos                                            |                                                       |
| 23  | Victoria  | 20-3   | Gastón Ottonello             | KO   | 2 (8)         | 01-12-2007 | Polideportivo municipal, Coronel Dorrego                              |                                                       |
| 22  | Derrota   | 19-3   | Rudolf Kraj                  | TKO  | 3 (12)        | 28-04-2007 | Koenig Pilsener Arena, Oberhausen                                     | Por el título Crucero Internacional del CMB           |
| 21  | Victoria  | 19-2   | Orlando Antonio Farias       | KO   | 1 (10)        | 20-01-2007 | Polideportivo Municipal, Monte Hermoso                                |                                                       |
| 20  | Victoria  | 18-2   | Adolfo Obando                | KO   | 6 (8)         | 30-09-2006 | Club Atletico Independiente, Avellaneda                               |                                                       |
| 19  | Derrota   | 17-2   | Grigory Drozd                | TKO  | 3 (12)        | 29-07-2006 | Koenig Pilsener Arena, Oberhausen                                     | Por el título vacante Crucero Internacional del CMB   |
| 18  | Victoria  | 17-1   | Carlos Ojeda                 | KO   | 7 (10)        | 01-04-2006 | Ce.De.M. N° 2, Caseros                                                |                                                       |
| 17  | Victoria  | 16-1   | Luis Oscar Ricail            | KO   | 4 (10)        | 14-01-2006 | Club Independiente, Bahía Blanca                                      |                                                       |
| 16  | Victoria  | 15-1   | Miguel Ángel Morales         | TKO  | 1 (6)         | 07-10-2005 | Estadio Luna Park, Buenos Aires                                       |                                                       |
| 15  | Derrota   | 14-1   | Luis Andrés Pineda           | KO   | 1 (10)        | 26-05-2005 | Estadio Luna Park, Buenos Aires                                       |                                                       |
| 14  | Victoria  | 14-0   | Rogério Lobo                 | KO   | 2 (10)        | 19-03-2005 | Club Independiente, Bahía Blanca                                      |                                                       |
| 13  | Victoria  | 13-0   | Miguel Ángel Antonio Aguirre | TKO  | 1 (10)        | 04-12-2004 | Defensor Sporting Club, Montevideo                                    |                                                       |
| 12  | Victoria  | 12-0   | Miguel Ángel Antonio Aguirre | TD   | 5 (12)        | 09-10-2004 | Club Atletico Villa Mitre, Bahía Blanca                               | Campeón Latino Crucero de la OMB                      |
| 11  | Victoria  | 11-0   | Jorge Mario Torres           | TKO  | 3 (6)         | 08-07-2004 | Club Atletico Villa Mitre, Bahía Blanca                               |                                                       |
| 10  | Victoria  | 10-0   | Carlos Ojeda                 | KO   | 3 (12)        | 05-06-2004 | Ce.De.M. N° 2, Caseros                                                | Campeón Latino Crucero Alternativo de la OMB          |
| 9   | Victoria  | 9-0    | Miguel Ángel Robledo         | TKO  | 4 (8)         | 04-05-2004 | Ce.De.M. N° 1, Caseros                                                |                                                       |
| 8   | Victoria  | 8-0    | Claudio Fabián Schiro        | KO   | 1 (8)         | 30-03-2004 | Ce.De.M. N° 2, Caseros                                                |                                                       |
| 7   | Victoria  | 7-0    | José Daniel Velázquez        | KO   | 3 (4)         | 06-03-2004 | Estadio Luna Park, Buenos Aires                                       |                                                       |
| 6   | Victoria  | 6-0    | César Gustavo Acevedo        | KO   | 1 (8)         | 03-02-2004 | Club Atlético Mar del Plata, Mar del Plata                            |                                                       |
| 5   | Victoria  | 5-0    | Mario Maximiliano Islas      | KO   | 3 (4)         | 16-01-2004 | Viedma                                                                |                                                       |
| 4   | Victoria  | 4-0    | Mario Sardi                  | KO   | 2 (4)         | 10-10-2003 | Club Ciclista Juninense, Junín                                        |                                                       |
| 3   | Victoria  | 3-0    | Alberto Toribio Coman        | KO   | 3 (4)         | 16-05-2003 | Bahía Blanca                                                          |                                                       |
| 2   | Victoria  | 2-0    | Gonzalo Basile               | KO   | 2 (4)         | 19-04-2003 | Estadio F.A.B., Buenos Aires                                          |                                                       |
| 1   | Victoria  | 1-0    | Leonardo Ibalo               | KO   | 2 (4)         | 25-10-2002 | Club Atlético Quilmes, Mar del Plata                                  |                                                       |